# Rainer Zitelmann
Rainer Zitelmann (* 14. června 1957 Frankfurt nad Mohanem) je německý libertariánsky orientovaný historik, autor, konzultant a podnikatel.

## Život
Rainer Zitelmann se narodil roku 1957 ve Frankfurtu nad Mohanem v Německu jako syn spisovatele a teologa Arnulfa Zitelmanna. Mezi lety 1978 a 1986 studoval na Technické univerzitě Darmstadt historii a politologii. Školu dostudoval v roce 1983 a následně postgraduálně studoval učitelství. To dokončil roku 1987 s vyznamenáním.
Na Technické univerzitě Darmstadt získal Rainer Zitelmann roku 1986 titul Dr. phil. (summa cum laude) pod vedením profesora Karla Otmara von Aretina. Jeho disertační práce vyšla jako kniha (německy: Hitler. Selbstverständnis eines Revolutionärs; anglicky: Hitler’s National Socialism).
V letech 1987 až 1992 Rainer Zitelmann působil jako odborný asistent na Svobodné univerzitě v Berlíně a následně mezi roky 1992 a 1993 jako redaktor a člen správní rady nakladatelství Ullstein und Propyläen, které bylo v té době třetím největším nakladatelstvím v Německu. Jeho dalším působištěm byl německý deník Die Welt, kde vedl několik rubrik a následně se stal vedoucím sekce věnované nemovitostem.
V roce 2000 založil společnost Dr.ZitelmannPB.GmbH, která patřila k největším německým konzultantským společnostem zaměřeným na trh nemovitostí. V roce 2016 společnost úspěšně prodal.
Rainer Zitelmann byl úspěšným realitním investorem. Nemovitosti velmi levně nakupoval v letech 1999 až 2009 a po roce 2015 většinu z nich prodal. Díky těmto investicím zbohatl.
V roce 2016 Rainer Zitelmann získal pod vedením profesora Wolfganga Lauterbacha z Fakulty ekonomie a sociálních věd Univerzity v Postupimi svůj druhý doktorát (Dr. rer. pol. (magna cum laude) a v rámci něj sepsal disertační práci o psychologii superbohatých. Jeho studie byla v roce 2018 publikována v angličtině pod názvem The Wealth Elite.

## Hlavní publikace
Rainer Zitelmann publikoval celkem 24 knih a přispívá do řady významných evropských i amerických médií jako Die Welt, FAZ, Focus (Německo), Neue Zürcher Zeitung (Švýcarsko), City AM (UK), Forbes, Washington Examiner , National Interest (USA), Linkiesta (Itálie), Le Point (Francie). Hlavní náplní jeho příspěvků je obhajoba kapitalismu a témata výzkumu bohatství.

### Hitlerův národní socialismus
Ve své první disertační práci Rainer Zitelmann analyzoval velké množství zdrojů, aby mohl rekonstruovat Hitlerovy koncepce a cíle, zejména jeho sociální, hospodářské a domácí politiky. Jedním z poznatků Zitelmannova výzkumu bylo, že Hitler rozsáhleji reflektoval otázky sociální a hospodářské politiky, než se dříve předpokládalo. Dokázal také, že obdobně byly v jeho pohledu na svět nedoceněny antikapitalistické a sociálně revoluční motivy, a doložil, že se Hitler považoval za revolucionáře.
Kniha byla recenzována v mnoha mezinárodních časopisech. V Journal of Modern History Klemens von Klemperer napsal: „Zitelmann se rozhodl zdržet se morálních soudů; ale o to hlasitěji promlouvá jeho pečlivá a zodpovědná vědecká práce. Jeho kniha představuje milník v našem chápání Adolfa Hitlera.”
Po vydání této práce přistoupil Zitelmann k vydání série knih o dějinách Německa ve dvacátém století.

### Majetková elita – analýza psychologie superbohatých
V roce 2017 vyšla Zitelmannova studie The Wealth Elite: A Groundbreaking Study of the Psychology of the Super-Rich (Majetková elita: Průkopnická studie psychologie superbohatých), která pojednává o jednotlivcích s ultra vysokým majetkem, jehož hodnota dosahuje desítek a stovek milionů. Kniha byla založena na hloubkových rozhovorech se 45 bohatými jednotlivci. Většina respondentů studie byli multimilionáři, kteří se sami vypracovali na vrchol. Studie ukazuje, že velká část superbohatých začala s podnikatelskými aktivitami již ve škole nebo na univerzitě. Jejich dosažené vzdělání nehrálo rozhodující vliv na tom, jakého bohatství dosáhli: v horním kvartilu dotazovaných bylo dokonce více lidí bez vysokoškolského vzdělání než ve spodním kvartilu. Studie odhalila, že významnou roli při rozhodování velmi bohatých lidí hraje intuice, nikoli analýza. Studie také zjistila, že znalosti často získané na základě zkušenosti hrají mnohem významnější roli než akademické vzdělání. Všichni dotazovaní prošli testem osobnosti Big Five (Velká pětka). Ten odhalil, že svědomitost je zvláště silným rysem jejich osobností, zatímco neuroticismus naopak rysem slabým. Výraznými rysy byly také extraverze a otevřenost novým zkušenostem. To je v souladu s předešlými závěry výzkumu těchto otázek. Naproti tomu výzkumy dosud podceňovaly roli prodejních dovedností ve finančním úspěchu superbohatých. Sami dotazovaní hodnotili důležitost prodejních dovedností mimořádně vysoko. Většina bohatých dotázaných při budování svého bohatství překonala značné překážky a krize – a z rozhovorů vyplynulo, že existuje mnoho podobností ve způsobech, jak se s nimi vypořádávají. Jedním z klíčových zjištění studie je, že mnoho lidí, kteří se sami vypracovali, jsou nonkonformisté, kteří opakovaně plují proti proudu převládajícího názoru a dokázali vybudovat své bohatství jako kontrariáni. Studie vzbudila velkou pozornost po celém světě a byla publikována v mnoha jazycích. Financial Times napsaly: „Studie psychologie superbohatých od Rainera Zitelmanna je ambiciózním projektem. Málokdo by pro to mohl mít lepší kvalifikaci než Dr. Zitelmann – historik, sociolog, novinář, businessman a investor. Žádná srovnatelná studie neexistuje a je to poutavé čtení pro všechny, kteří potřebují porozumět vlastnostem a motivacím bohatých podnikatelů. Tito lidé jsou hnací silou ekonomického růstu, podporují inovace, vytvářejí pracovní místa a financují filantropické projekty. Proč se tedy o takovou studii nikdo dříve nepokusil? Je těžké se k těmto lidem dostat a navrhnout dotazníky, které nám dají smysluplné odpovědi.“

### Stereotypy a předsudky vůči bohatým
V roce 2020 vyšla Zitelmannova kniha Bohatí ve veřejném mínění (The Rich in Public Opinion), ve které autor kritizuje skutečnost, že výzkum akademických předsudků dosud zanedbával zkoumání předsudků vůči jedné konkrétní menšině: bohatým. Jeho kniha vychází z mezinárodního průzkumu provedeného Allensbach Institute a Ipsos Mori v Německu, ve Spojených státech, ve Velké Británii a ve Francii. V rámci výzkumu byli respondenti zařazeni do jedné ze tří skupin: „sociální závistivci“, „nezávistivci“ a „ambivalentní“. Rainer Zitelmann vypočítává koeficient sociální závisti, který udává poměr společenských závistivců a nezávistivců v dané zemi. Hodnota 1,0 by znamenala, že počet sociálních závistivců a nezávistivců je stejný. Hodnota menší než 1,0 znamená, že počet nezávistivců převažuje nad počtem sociálních závistivců. V souladu s tím je sociální závist nejvyšší ve Francii s velikostí koeficientu 1,26 následovaná Německem, kde je tato hodnota 0,97. Sociální závist je výrazně nižší ve Spojených státech, kde dosahuje hodnoty koeficientu 0,42 a Velké Británii, kde je toto číslo 0,37. O správnosti rozlišení těchto tří skupin svědčí především zřetelně odlišné odpovědi sociálních závistivců a nezávistivců na desítky dalších položek výzkumu.
Po zveřejnění své studie nechal Rainer Zitelmann provést obdobné průzkumy v dalších zemích a výsledky publikoval v roce 2021 v článku pro časopis Economic Affairs „Postoj k bohatství v sedmi zemích: Koeficient sociální závisti a index postoje k bohatým“.

## Knihy vydané v češtině
- Adolf Hitler a jeho cesta k moci. Praha : Naše vojsko, 2017, 65 stran, ISBN 978-80-206-1640-1 (přeložil František Šístek)
- Adolf Hitler a jeho cesta k moci. Praha : Agentura V.P.K., 1993, 117 stran, ISBN 80-85622-27-0 (přeložil František Šístek podle 3. vydání z roku 1990)
- Proč jsou úspěšní lidé úspěšní. Praha : Grada Publishing, 2012, 224 stran, ISBN 978-80-247-4187-1 (přeložil Marta Kališová)
- Atentát na Hitlera: muži 20. července. Praha : Agentura VPK, 2005, 301 stran, 2. vyd. (spoluautoři Klemens von Klemperer, Enrico Syring), ISBN 80-7334-082-8
- Atentát na Hitlera: muži 20. července. Praha : Agentura VPK, 1995, 303 stran, 1. vyd. (spoluautoři Klemens von Klemperer, Enrico Syring), ISBN 80-85622-37-8
- Kapitalismus není problém, ale řešení. Plzeň, Nakladatelství Fish&Rabbit s.r.o., 2022, 272 stran, 1. vydání, ISBN 978-80-908526-4-8
- 10 největších omylů odpůrců kapitalismu. Plzeň, Nakladatelství Fish&Rabbit s.r.o., 2022, 432 stran, 1. vydání, ISBN 978-80-908526-3-1 , překlad Vladimír Krupa
- Hitlerův revoluční světonázor, Plzeň, Nakladatelství Fish&Rabbit s.r.o., 2024, 704 stran, 1. vydání, ISBN  978-80-908526-7-9, překlad Petr Christov - kniha vychází v ČR 8.3.2024

## Knihy vydané v angličtině
- The Nazi Elite, New York Univ Pr, New York 1993, ISBN 978-0-81477-950-7.
- Hitler: The Policies of Seduction, Allison & Busby, London 2000, ISBN 978-1-90280-903-8.
  - New edition: Hitler's National Socialism. Management Books 2000, Oxford 2022, ISBN 978-1-852-52790-7. Updated version with a preface: On the Recent Historiography of Hitler and National Socialism (1996-2020).
- Dare to be Different and Grow Rich, Indus Source Books, Mumbai 2012, ISBN 978-8-18856-937-3.
- The Wealth Elite: A groundbreaking study of the psychology of the super rich, Lid Publishing, London and New York 2018, ISBN 978-1-91149-868-1.
- The Power of Capitalism: A Journey Through Recent History Across Five Continents, Lid Publishing, London and New York 2018, ISBN 978-1-91255-500-0.
- Dare to be Different and Grow Rich: The Secrets of Self-Made People, Lid Publishing, London and New York 2019, ISBN 978-1-91255-567-3.
- The Art of a Successful Life: The Wisdom of the Ages from Confucius to Steve Jobs., Lid Publishing, London and New York 2020, ISBN 978-1-91255-567-3.
- The Rich in Public Opinion: What We Think When We Think about Wealth, Cato Institute, Washington 2020, ISBN 978-1-94864-767-0.
- How People Become Famous: Geniuses of Self-Marketing from Albert Einstein to Kim Kardashian. Management Books 2000. Gloucestershire 2021, ISBN 978-1-85252-789-1.
- The Origins of Poverty and Wealth: My world tour and insights from the global libertarian movement (2025). Management Books 2000. ISBN 978-1-85252-795-2.

## Knihy vydané v němčině
- Hitler. Selbstverständnis eines Revolutionärs. Berg, Hamburg 1987; 2. überarb. u. erg. Auflage: Klett-Cotta, Stuttgart 1989, ISBN 3-608-91578-8.
  - Nové vydání: Hitler. Selbstverständnis eines Revolutionärs. Lau Verlag, Reinbek 2017, ISBN 978-3-95768-189-8.
- Der Nationalsozialismus. In: Pipers Handbuch der politischen Ideen. Hrsg. von Iring Fetscher und Herfried Münkler, Piper, München 1987, Band 5, ISBN 3-492-02955-8, S. 327–332.
- Adolf Hitler. Eine politische Biographie. Musterschmidt, Göttingen 1989, ISBN 3-7881-0135-0.
- Die Schatten der Vergangenheit. Impulse zur Historisierung des Nationalsozialismus. Ullstein, Frankfurt/M. 1990, ISBN 3-549-07407-7. (Spoluautoři Uwe Backes a Eckhard Jesse)
- Adenauers Gegner. Streiter für die Einheit. Straube, Erlangen 1991, ISBN 3-927491-35-7.
- Nationalsozialismus und Modernisierung. Wissenschaftliche Buchgesellschaft, Darmstadt 1991, ISBN 3-534-10886-8. (spoluautor Michael Prinz)
- Westbindung. Chancen und Risiken für Deutschland. Propyläen Verlag, Berlin 1993, ISBN 3-549-05225-1.(Spoluautoři Karlheinz Weißmann a Michael Großheim)
- Wohin treibt unsere Republik? Ullstein, Frankfurt/M. 1994, ISBN 3-548-36641-4. (Nové vydání, Books on Demand, Norderstedt 2020, ISBN 3-752-69196-4).
- „Für Deutschland“. Die Männer des 20. Juli 1944. Ullstein, Frankfurt/M. 1996, ISBN 3-548-33207-2. (Spoluautoři Klemens von Klemperer a Enrico Syring)
- Die braune Elite. 22 biographische Skizzen. (Zwei Bände; WB-Forum, Band 37) Wissenschaftliche Buchgesellschaft, Darmstadt 1999, ISBN 3-534-14460-0. (Spoluautoři Ronald Smelser a Enrico Syring)
- Reich werden mit Immobilien. Direktinvestment, Immobilienfonds, Immobilienaktien. Haufe-Verlag, Planegg 2002, ISBN 3-448-05123-3.
- Vermögen bilden mit Immobilien. Sicher anlegen und Steuern sparen mit; Eigentumswohnungen, Mietshäusern, Immobilienfonds. Haufe-Verlag, Planegg 2004, ISBN 3-448-06356-8.
- Die Macht der Positionierung. Kommunikation für Kapitalanlagen. Immobilien Informationsverlag, Köln 2005, ISBN 3-89984-137-9.
- Setze dir größere Ziele! Die Erfolgsgeheimnisse der Sieger. Berlin 2011, ISBN 978-3-942821-00-1.
  - Rozšířené nové vydání: Setze dir größere Ziele! Die Geheimnisse erfolgreicher Persönlichkeiten, Redline Verlag, München 2014, ISBN 978-3-86881-560-3.
- Investieren in Sachwerte. Berlin 2011, ISBN 978-3-942821-08-7.
- Kommunikation ist Chefsache. Berlin 2012, ISBN 978-3-942821-12-4.
- Worte des Erfolges. Berlin 2012, ISBN 978-3-942821-09-4.
  - Rozšířené nové vydání: Die Kunst des erfolgreichen Lebens: Weisheiten aus zwei Jahrtausenden von Konfuzius bis Steve Jobs. FinanzBuch Verlag, München 2019, ISBN 978-3-95972-244-5.
- Erfolgsfaktoren im Kraftsport: Mehr Muskeln mit Kompakttraining, Intensitätstechniken & mentaler Programmierung. Novagenics Verlag, Arnsberg 2014, ISBN 978-3-929002-52-2.
- Reich werden und bleiben: Ihr Wegweiser zur finanziellen Freiheit. FinanzBuch Verlag, München 2015, ISBN 978-3-89879-920-1.
- Psychologie der Superreichen. Das verborgene Wissen der Vermögenselite. FinanzBuch Verlag, München 2017, ISBN 978-3-95972-011-3.
- Wenn Du nicht mehr brennst, starte neu!: Mein Leben als Historiker, Journalist und Investor. FinanzBuch Verlag, München 2017, ISBN 978-3-95972-031-1.
- Kapitalismus ist nicht das Problem, sondern die Lösung. Eine Zeitreise durch fünf Kontinente. FinanzBuch Verlag, München 2018, ISBN 978-3-95972-088-5.
- Die Gesellschaft und ihre Reichen: Vorurteile über eine beneidete Minderheit. FinanzBuch Verlag, München 2019, ISBN 978-3-95972-163-9.
- Die Kunst, berühmt zu werden: Genies der Selbstvermarktung von Albert Einstein bis Kim Kardashian. FinanzBuch Verlag, München 2020, ISBN 978-3-95972-350-3.
- Ich will. FinanzBuch Verlag, München 2021, ISBN 978-3-95972-469-2.